# 卷舌增四
英仙座49，又名BD+37 881，HD 25975、SAO 57000、HR 1277，是英仙座的一颗恒星，视星等为6.09，位于銀經160.43，銀緯-10.42，其B1900.0坐标为赤經4h 1m 38.6s，赤緯+37° -10.42′ 54″。